# 대한민국 형사소송법 제214조의2
대한민국 형사소송법 제214조의2는 체포와 구속의 적부심사에 대한 형사소송법의 조문이다.

## 조문
제214조의2(체포와 구속의 적부심사) ① 체포 또는 구속된 피의자 또는 그 변호인, 법정대리인, 배우자, 직계친족, 형제자매나 가족, 동거인 또는 고용주는 관할법원에 체포 또는 구속의 적부심사를 청구할 수 있다. <개정 1987.11.28, 1995.12.29, 2005.3.31, 2007.6.1>
②피의자를 체포 또는 구속한 검사 또는 사법경찰관은 체포 또는 구속된 피의자와 제1항에 규정된 자 중에서 피의자가 지정하는 자에게 제1항에 따른 적부심사를 청구할 수 있음을 알려야 한다. <신설 2007.6.1>
③법원은 제1항에 따른 청구가 다음 각 호의 어느 하나에 해당하는 때에는 제4항에 따른 심문 없이 결정으로 청구를 기각할 수 있다. <개정 1987.11.28, 1995.12.29, 2007.6.1> 1. 청구권자 아닌 자가 청구하거나 동일한 체포영장 또는 구속영장의 발부에 대하여 재청구한 때 2. 공범 또는 공동피의자의 순차청구가 수사방해의 목적임이 명백한 때
④제1항의 청구를 받은 법원은 청구서가 접수된 때부터 48시간 이내에 체포 또는 구속된 피의자를 심문하고 수사관계서류와 증거물을 조사하여 그 청구가 이유없다고 인정한 때에는 결정으로 이를 기각하고, 이유있다고 인정한 때에는 결정으로 체포 또는 구속된 피의자의 석방을 명하여야 한다. 심사청구후 피의자에 대하여 공소제기가 있는 경우에도 또한 같다. <개정 1995.12.29, 2004.10.16, 2007.6.1>
⑤법원은 구속된 피의자(심사청구후 공소제기된 자를 포함한다)에 대하여 피의자의 출석을 보증할 만한 보증금의 납입을 조건으로 하여 결정으로 제4항의 석방을 명할 수 있다. 다만, 다음 각 호에 해당하는 경우에는 그러하지 아니하다. <신설 1995.12.29, 2004.10.16, 2007.6.1> 1. 죄증을 인멸할 염려가 있다고 믿을만한 충분한 이유가 있는 때 2. 피해자, 당해 사건의 재판에 필요한 사실을 알고 있다고 인정되는 자 또는 그 친족의 생명·신체나 재산에 해를 가하거나 가할 염려가 있다고 믿을만한 충분한 이유가 있는 때
⑥제5항의 석방결정을 하는 경우에 주거의 제한, 법원 또는 검사가 지정하는 일시·장소에 출석할 의무 기타 적당한 조건을 부가할 수 있다. <신설 1995.12.29, 2007.6.1>
⑦제99조 및 100조는 제5항에 따라 보증금의 납입을 조건으로 하는 석방을 하는 경우에 준용한다. <신설 1995.12.29, 2007.6.1>
⑧제3항과 제4항의 결정에 대하여는 항고하지 못한다. <개정 2007.6.1>
⑨검사·변호인·청구인은 제4항의 심문기일에 출석하여 의견을 진술할 수 있다. <개정 2007.6.1>
⑩체포 또는 구속된 피의자에게 변호인이 없는 때에는 제33조의 규정을 준용한다. <개정 1995.12.29, 2007.6.1> ⑪법원은 제4항의 심문을 하는 경우 공범의 분리심문이나 그 밖에 수사상의 비밀보호를 위한 적절한 조치를 취하여야 한다. <개정 2007.6.1>
⑫체포영장 또는 구속영장을 발부한 법관은 제4항부터 제6항까지의 심문·조사·결정에 관여하지 못한다. 다만, 체포영장 또는 구속영장을 발부한 법관외에는 심문·조사·결정을 할 판사가 없는 경우에는 그러하지 아니하다. <개정 1995.12.29, 2007.6.1>
⑬법원이 수사 관계 서류와 증거물을 접수한 때부터 결정 후 검찰청에 반환된 때까지의 기간은 제200조의2제5항(제213조의2에 따라 준용되는 경우를 포함한다) 및 제200조의4제1항의 적용에 있어서는 그 제한기간에 산입하지 아니하고, 제202조·제203조 및 제205조의 적용에 있어서는 그 구속기간에 산입하지 아니한다. <개정 2007.6.1>
⑭제201조의2제6항은 제4항에 따라 피의자를 심문하는 경우에 준용한다. <신설 2007.6.1> [본조신설 1980.12.18] [제목개정 1995.12.29]

第214條의2(逮捕와 拘束의 適否審査) ① 체포 또는 구속된 被疑者 또는 그 辯護人, 法定代理人, 配偶者, 直系親族, 형제자매나 가족, 동거인 또는 고용주는 管轄法院에 逮捕 또는 拘束의 適否審査를 請求할 수 있다.  <개정 1987.11.28., 1995.12.29., 2005.3.31., 2007.6.1.>
②피의자를 체포 또는 구속한 검사 또는 사법경찰관은 체포 또는 구속된 피의자와 제1항에 규정된 자 중에서 피의자가 지정하는 자에게 제1항에 따른 적부심사를 청구할 수 있음을 알려야 한다.  <신설 2007.6.1.>
③법원은 제1항에 따른 청구가 다음 각 호의 어느 하나에 해당하는 때에는 제4항에 따른 심문 없이 결정으로 청구를 기각할 수 있다.  <개정 1987.11.28., 1995.12.29., 2007.6.1.>
1. 請求權者 아닌 者가 請求하거나 同一한 逮捕令狀 또는 拘束令狀의 發付에 대하여 再請求한 때
2. 共犯 또는 公同被疑者의 順次請求가 搜査妨害의 目的임이 明白한 때
④第1項의 請求를 받은 法院은 청구서가 접수된 때부터 48시간 이내에 逮捕 또는 拘束된 被疑者를 審問하고 搜査關係書類와 證據物을 調査하여 그 請求가 理由없다고 인정한 때에는 決定으로 이를 棄却하고, 理由있다고 인정한 때에는 決定으로 逮捕 또는 拘束된 被疑者의 釋放을 命하여야 한다. 심사청구후 피의자에 대하여 공소제기가 있는 경우에도 또한 같다.  <개정 1995.12.29., 2004.10.16., 2007.6.1.>
⑤법원은 구속된 피의자(심사청구후 공소제기된 자를 포함한다)에 대하여 被疑者의 출석을 보증할 만한 保證金의 納入을 조건으로 하여 決定으로 제4항의 釋放을 명할 수 있다. 다만, 다음 各 號에 해당하는 경우에는 그러하지 아니하다.  <신설 1995.12.29., 2004.10.16., 2007.6.1.>
1. 罪證을 湮滅할 염려가 있다고 믿을만한 충분한 이유가 있는 때
2. 被害者, 당해 事件의 裁判에 필요한 사실을 알고 있다고 인정되는 者 또는 그 親族의 生命·身體나 財産에 해를 가하거나 가할 염려가 있다고 믿을만한 충분한 이유가 있는 때
⑥제5항의 釋放決定을 하는 경우에 住居의 제한, 法院 또는 檢事가 지정하는 日時·場所에 출석할 義務 기타 적당한 조건을 부가할 수 있다. <新設 1995.12.29., 2007.6.1.>
⑦제99조 및 100조는 제5항에 따라 保證金의 納入을 조건으로 하는 釋放을 하는 경우에 準用한다. <新設 1995.12.29., 2007.6.1.>
⑧제3항과 제4항의 決定에 대하여는 抗告하지 못한다.  <개정 2007.6.1.>
⑨檢事·辯護人·請求人은 제4항의 審問期日에 출석하여 의견을 陳述할 수 있다.  <개정 2007.6.1.>
⑩逮捕 또는 拘束된 被疑者에게 辯護人이 없는 때에는 第33條의 規定을 準用한다.  <개정 1995.12.29., 2007.6.1.>
⑪법원은 제4항의 심문을 하는 경우 공범의 분리심문이나 그 밖에 수사상의 비밀보호를 위한 적절한 조치를 취하여야 한다.  <개정 2007.6.1.>
⑫逮捕令狀 또는 拘束令狀을 發付한 法官은 제4항부터 제6항까지의 審問·調査·決定에 關與하지 못한다. 다만, 逮捕令狀 또는 拘束令狀을 발부한 法官외에는 審問·調査·決定을 할 判事가 없는 경우에는 그러하지 아니하다.  <개정 1995.12.29., 2007.6.1.>
⑬법원이 수사 관계 서류와 증거물을 접수한 때부터 결정 후 검찰청에 반환된 때까지의 기간은 제200조의2제5항(제213조의2에 따라 준용되는 경우를 포함한다) 및 제200조의4제1항의 적용에 있어서는 그 제한기간에 산입하지 아니하고, 제202조·제203조 및 제205조의 적용에 있어서는 그 구속기간에 산입하지 아니한다.  <개정 2007.6.1.>
⑭제201조의2제6항은 제4항에 따라 피의자를 심문하는 경우에 준용한다.  <신설 2007.6.1.>
[本條新設 1980.12.18.]
[제목개정 1995.12.29.]

## 판례
구속적부심사청구인적격을 피의자로 한정한 형사소송법 제214조의 2 제1항은 헌법에 합치되지 않는다고 헌법재판소가 결정한 바 있다

## 참고 문헌
- 손동권 신이철, 새로운 형사소송법(초판, 2013), 세창, 2013. ISBN 9788984114081
- 심희기. (2004, 8). 형판사례중요연구 36 전격기소와 '신체의 자유를 회복할 수 있는 절차적 기회'를 제한하는 형사소송법 제214조의2 제1항의 위헌성 - 대상결정：헌법재판소 2004.3.25. 선고, 2002헌바104 결정(형사소송법 제214조의2 제1항 위헌소원) -. 고시연구, 31(8), 239-253.

## 같이 보기
- 대한민국 헌법 제12조 신체의 자유
- 체포구속적부심사